# Francarlos Reis
Francarlos Reis (Piracicaba, 27 de dezembro de 1941 — São Paulo, 8 de abril de 2009) foi um ator e diretor teatral brasileiro.
Iniciou sua carreira em 1970 com o espetáculo Hair, dirigido por Ademar Guerra, e, de lá para cá, atuou em mais de 60 espetáculos teatrais. Seguindo o movimento de pós-tropicalismo e da contracultura, em 1974, ao lado de Jandira Martini, Ney Latorraca, Ileana Kwasinski, Eliana Rocha e Vicente Tuttoilmondo (recém-saídos da EAD - USP), fundou o Royal Bexiga Company 

## Alguns trabalhos

### No Teatro
- 1970 – Hair .... diversos personagens
- 1972 - Capital Federal .... Mota
- 1977 – Um ponto de luz.[2] Dias
- 1994 O inspetor geral .... O Inspetor
- 1982 - O Jardim das Cerejeiras .... Gaiev
- 1984 - Com a pulga atrás da orelha .... O fanho
- 1988 -  O Doente imaginário .... Argan
- 1990 – Pequenos Burgueses .... Peteriev
- 1997 – Medéia.[3] Creonte
- 2001 / 2002 Abajour Lilás .... Giro
- 2002 – À puttanesca.[4] diversos personagens (Monólogo)
- 2006 - Operaçao Abafa.[5]Vilão
- 2007 – My Fair Lady.[6]Alfred Doolitlle
- 2008 - West Side Story
- 2009 - A Noviça Rebelde.[7]Tio Max

### Como diretor
- 1983 – Comunhão de bens
- 1985 - O dia em que Alfredo virou a mão
- 1997 – Pasolini, morte e vida
- 2004 – Os Arquivistas [8]

### Televisão
| Ano  | Título                      | Personagem                       | Notas      |
| ---- | --------------------------- | -------------------------------- | ---------- |
| 1973 | Venha Ver o Sol na Estrada  | Franco                           | Record     |
| 1974 | Vestido de Noiva            | —                                | TV Cultura |
| 1982 | As Cinco Panelas de Ouro    | Santos Dumont Salomão            | TV Cultura |
| 1997 | Chiquititas                 | Guilherme Cícero (Senhor Triste) | SBT        |
| 2005 | Carandiru, Outras Histórias | —                                | Rede Globo |

### Cinema
| Ano  | Título                   | Personagem | Nota |
| ---- | ------------------------ | ---------- | ---- |
| 2008 | Onde Andará Dulce Veiga? | Pepito     |      |